# Железни врата (природен парк)
„Железни врата“ (на румънски: Parcul Natural Porțile de Fier) е природен парк с площ 115 666 ha, разположен в югозападна част на Румъния. Той включва румънската част на пролома Железни врата на река Дунав и се простира по левия бряг на реката в областите Караш-Северин и Мехединци. Отвъд реката е националният парк „Джердап“ в Сърбия.
„Железните врати“ е вторият по големина природен парк в Румъния. Той се простира от община Сокол на запад до Дробета-Турну Северин на изток. На север са планините Банат и Мехединските планини. Паркът включва 18 защитени територии, като най-голямата е остров – Молдова Ноуе. Обявена е за резерват през 2009 г.
В района на парка се срещат растителни и животински видове с голямо значение както за Румъния, така и за Европа. Видът Tulipa Hungarica е ендемичен – расте по скалите в района, поради което е строго защитен от закона.